# 林太一郎
林 太一郎（はやし たいちろう、1856年11月12日（安政3年10月15日） - 1914年（大正3年）9月2日）は、日本の陸軍軍人。最終階級は陸軍中将。

## 経歴
能登国鹿島郡中挟村（石川県鹿島郡徳田村を経て現七尾市）で、林太郎平の三男として生まれる。1876年（明治9年）石川県師範学校を卒業し、鹿島郡内の小学校で教員として務めた。1877年（明治10年）4月、陸軍教導団に入団し、1878年（明治11年）10月、歩兵科を卒業し軍曹に任官して大阪鎮台に配属された。1881年（明治14年）12月、陸軍士官学校（旧4期）を卒業し 歩兵少尉に任官。1882年（明治15年）1月、歩兵第8連隊付となる。1886年（明治19年）12月、陸軍大学校（2期）を卒業。
1887年（明治20年）4月、参謀本部陸軍部第1局課員に就任。1887年（明治22年）5月、陸大教官に転じ、1893年（明治26年）11月、歩兵少佐に進級し歩兵第6連隊付となり日清戦争に出征した。1896年（明治29年）3月、台湾守備混成第3旅団参謀長に就任し、1898年（明治31年）10月、歩兵中佐に進み東部都督部参謀となる。
1899年（明治32年）9月、歩兵第48連隊長に就任。1901年（明治34年）2月、第8師団参謀長に転じ、同年11月、歩兵大佐に昇進。1902年（明治35年）1月、隷下の歩兵第5連隊による八甲田山雪中行軍遭難事件が発生している。1904年（明治37年）に勃発した日露戦争に出征した。1905年（明治38年）1月、少将に進級し歩兵第29旅団長に発令された。韓国駐箚軍付を経て、1908年（明治41年）12月、近衛歩兵第1旅団長に転じた。1911年（明治44年）9月、中将に進み第7師団長に親補された。1914年（大正3年）5月に待命となる。腎臓病の加療中であったが、同年9月、東京市牛込区市ヶ谷町の自宅で死去した。

## 栄典
- 1912年（明治45年）4月30日 - 正四位[9]